# Nuoto ai Giochi della XXXII Olimpiade - 200 metri dorso femminili
La gara di nuoto dei 200 metri dorso femminili dei Giochi della XXXII Olimpiade di Tokyo è stata disputata tra il 29 e il 31 luglio 2021 presso il Tokyo Aquatics Centre. Vi hanno partecipato 27 atlete provenienti da 22 nazioni.
La competizione è stata vinta dalla nuotatrice australiana Kaylee McKeown, mentre l'argento e il bronzo sono andati rispettivamente alla canadese Kylie Masse e all'altra australiana Emily Seebohm.

## Record
Prima della competizione il record del mondo e il record olimpico erano i seguenti:
| Record mondiale | 2'03"35 | Regan Smith Stati Uniti    | 26 luglio 2019 Gwangju, Corea del Sud |
| Record olimpico | 2'04"06 | Missy Franklin Stati Uniti | 3 agosto 2012 Londra, Regno Unito     |

Nel corso della competizione non sono stati migliorati.

## Programma
| Data           | Ora (UTC+9) | Turno      |
| -------------- | ----------- | ---------- |
| 29 luglio 2021 | 20:05       | Batterie   |
| 30 luglio 2021 | 11:35       | Semifinali |
| 31 luglio 2021 | 10:37       | Finale     |

## Risultati

### Batterie
| Pos. | Batteria | Corsia | Atleta                | Nazionalità     | Tempo   | Note             |
| ---- | -------- | ------ | --------------------- | --------------- | ------- | ---------------- |
| 1    | 4        | 4      | Kaylee McKeown        | Australia       | 2'08"18 | Q                |
| 2    | 4        | 5      | Kylie Masse           | Canada          | 2'08"23 | Q                |
| 2    | 2        | 4      | Rhyan White           | Stati Uniti     | 2'08"23 | Q                |
| 4    | 2        | 5      | Phoebe Bacon          | Stati Uniti     | 2'08"30 | Q                |
| 5    | 2        | 6      | Liu Yaxin             | Cina            | 2'08"36 | Q                |
| 6    | 4        | 3      | Taylor Ruck           | Canada          | 2'08"87 | Q                |
| 7    | 3        | 2      | Peng Xuwei            | Cina            | 2'09"03 | Q                |
| 8    | 3        | 5      | Emily Seebohm         | Australia       | 2'09"10 | Q                |
| 8    | 4        | 6      | Katalin Burián        | Ungheria        | 2'09"10 | Q                |
| 10   | 3        | 6      | Lena Grabowski        | Austria         | 2'09"77 | Q                |
| 11   | 2        | 1      | Tatiana Salcuțan      | Moldavia        | 2'09"98 | Q,               |
| 12   | 3        | 4      | Margherita Panziera   | Italia          | 2'10"26 | Q                |
| 13   | 4        | 7      | Laura Bernat          | Polonia         | 2'10"37 | Q                |
| 14   | 4        | 2      | África Zamorano       | Spagna          | 2'10"72 | Q                |
| 15   | 4        | 8      | Aviv Barzelay         | Israele         | 2'11"13 | Q                |
| 16   | 2        | 2      | Sharon van Rouwendaal | Paesi Bassi     | 2'11"24 | Q                |
| 17   | 1        | 4      | Ingeborg Løyning      | Norvegia        | 2'11"68 | Record nazionale |
| 18   | 2        | 7      | Lee Eun-ji            | Corea del Sud   | 2'11"72 |                  |
| 19   | 3        | 7      | Daryna Zevina         | Ucraina         | 2'12"30 |                  |
| 20   | 3        | 3      | Katinka Hosszú        | Ungheria        | 2'12"84 |                  |
| 21   | 2        | 3      | Cassie Wild           | Gran Bretagna   | 2'12"93 |                  |
| 22   | 3        | 1      | Dar'ja Ustinova       | ROC             | 2'13"72 |                  |
| 23   | 1        | 5      | Celina Márquez        | El Salvador     | 2'14"72 |                  |
| 24   | 4        | 1      | Ali Galyer            | Nuova Zelanda   | 2'15"16 |                  |
| 25   | 3        | 8      | Simona Kubová         | Rep. Ceca       | 2'15"81 |                  |
| 26   | 1        | 3      | Felicity Passon       | Seychelles      | 2'16"18 |                  |
| 27   | 2        | 8      | Krystal Lara          | Rep. Dominicana | 2'18"63 |                  |

### Semifinali
| Pos. | Semifinale | Corsia | Atleta                | Nazionalità | Tempo   | Note |
| ---- | ---------- | ------ | --------------------- | ----------- | ------- | ---- |
| 1    | 1          | 6      | Emily Seebohm         | Australia   | 2'07"09 | Q    |
| 2    | 1          | 5      | Phoebe Bacon          | Stati Uniti | 2'07"10 | Q    |
| 3    | 1          | 4      | Rhyan White           | Stati Uniti | 2'07"28 | Q    |
| 4    | 2          | 5      | Kylie Masse           | Canada      | 2'07"82 | Q    |
| 5    | 2          | 4      | Kaylee McKeown        | Australia   | 2'07"93 | Q    |
| 6    | 2          | 3      | Liu Yaxin             | Cina        | 2'08"65 | Q    |
| 7    | 1          | 3      | Taylor Ruck           | Canada      | 2'08"73 | Q    |
| 8    | 2          | 6      | Peng Xuwei            | Cina        | 2'08"76 | Q    |
| 9    | 1          | 7      | Margherita Panziera   | Italia      | 2'09"54 |      |
| 10   | 2          | 2      | Katalin Burián        | Ungheria    | 2'09"65 |      |
| 11   | 2          | 7      | Tatiana Salcuțan      | Moldavia    | 2'10"09 |      |
| 12   | 1          | 2      | Lena Grabowski        | Austria     | 2'10"10 |      |
| 13   | 1          | 1      | África Zamorano       | Spagna      | 2'10"42 |      |
| 14   | 2          | 1      | Laura Bernat          | Polonia     | 2'12"86 |      |
| 15   | 2          | 8      | Aviv Barzelay         | Israele     | 2'12"93 |      |
| 16   | 1          | 8      | Sharon van Rouwendaal | Paesi Bassi | 2'12"98 |      |

### Finale
| Pos.    | Corsia | Atleta         | Nazionalità | Tempo   | Note             |
| ------- | ------ | -------------- | ----------- | ------- | ---------------- |
| Oro     | 2      | Kaylee McKeown | Australia   | 2'04"68 |                  |
| Argento | 6      | Kylie Masse    | Canada      | 2'05"42 | Record nazionale |
| Bronzo  | 4      | Emily Seebohm  | Australia   | 2'06"17 |                  |
| 4       | 3      | Rhyan White    | Stati Uniti | 2'06"39 |                  |
| 5       | 5      | Phoebe Bacon   | Stati Uniti | 2'06"40 |                  |
| 6       | 1      | Taylor Ruck    | Canada      | 2'08"24 |                  |
| 7       | 8      | Peng Xuwei     | Cina        | 2'08"26 |                  |
| 8       | 7      | Liu Yaxin      | Cina        | 2'08"48 |                  |